# Jan Žamboch
Jan Žamboch (* 15. října 1975 Valašské Meziříčí) je český písničkář, frontman folkové skupiny Žamboši. Kapelu založil v roce 2002 nejprve jako duo se Stanislavou Brahovou (dnes Žambochovou), později se k nim připojil bubeník Jiří Nedavaška. Kapela vydala pět řadových alb, kromě toho Žamboch vydal tři sólové desky, instrumentální Guitar & Forest (2013) a alba Nepřipoutaný (2017) a Indigem (2024) pod pseudonymem Wolf Lost In The Poem.

## Diskografie

### Sólová alba
- Jan Žamboch - Guitar & Forest, 2013
- Wolf Lost in the Poem - Nepřipoutaný, 2017
- Idigem, 2024

### Alba se skupinouŽamboši:
- To se to hraje…, 2006
- Přituhuje, 2009
- Pól nedostupnosti, 2014
- Louvre, 2018 - dostupné k poslechu na Soundcloud
- Světlojemy, 2021

### Hostování
- Panoptikum, 2005 – kytara
- Vytrženo z konTEXTU – živá noc Textové dílny Slávka Janouška, 2007 – spoluautorství jedné písničky (2 tracky), účinkování v dalších
- Studna neobjevená 2, 2011 – jedna písnička
- Ivo Cicvárek: Velký svět, 2013 – kytary
- Sova & Slamák: Nad Řípem se blýská, 2015 – kytary a rytmika
- Abendland, 2016 – zpěv a kytara v jedné písni